# Sitka
Sitka (City and Borough of Sitka) är en stad i den amerikanska delstaten Alaska med en yta av 12 461,8 km² vilket gör den till USA:s till ytan största tätortsområde och som har en befolkning på 8 881 invånare (2010), vilket samtidigt gör staden till en av de mest glesbefolkade. 
I Sitka finns ett av University of Alaska Southeasts campusområden.

## Geografi
Staden, som är Alaskas fjärde till folkmängden, är belägen på ön Baranof Island (i stadsområdet ingår även en liten del av Chichagof Island) i den sydöstra delen av delstaten ca 120 km sydväst om huvudstaden Juneau och ca 160 km väster om gränsen mot Kanada. 

## Historia
Gamla Sitka grundades 1799 som Mikhailovsk av Alexandr Baranov i det Rysk-amerikanska kompaniet efter att han köpt marken av det lokala Tlingitfolket. Bosättningen låg då cirka 10 km norr om den nuvarande staden. 1802 förstördes bosättningen dock av rivaliserande grupper. Efter en blodig vedergällning under slaget vid Sitka flyttades bosättningen 1804 nu med namnet Novo-Archangelsk till nuvarande Sitka. Bosättningen blev huvudort i Ryska Amerika då kompaniets pälshandel organiserades härifrån.